# وس چتهم
وس چتهم (انگلیسی: Wes Chatham؛ زادهٔ ۱۱ اکتبر ۱۹۷۸) یک هنرپیشه اهل ایالات متحده آمریکا است. وی از سال ۲۰۰۳ میلادی تاکنون مشغول فعالیت بوده است.
از فیلم‌ها یا برنامه‌های تلویزیونی که وی در آن نقش داشته است می‌توان به عطش مبارزه: زاغ مقلد - بخش ۲، اسب‌های شکسته و نقشه فرار ۲: جهنم اشاره کرد.